# PLAC9
PLAC9 (англ. Placenta specific 9) – білок, який кодується однойменним геном, розташованим у людей на 10-й хромосомі. Довжина поліпептидного ланцюга білка становить 97 амінокислот, а молекулярна маса — 10 309.
| 10         |  | 20         |  | 30         |  | 40         |  | 50         |
| ---------- |  | ---------- |  | ---------- |  | ---------- |  | ---------- |
| MRPLLCALTG |  | LALLRAAGSL |  | AAAEPFSPPR |  | GDSAQSTACD |  | RHMAVQRRLD |
| VMEEMVEKTV |  | DHLGTEVKGL |  | LGLLEELAWN |  | LPPGPFSPAP |  | DLLGDGF    |

A: Аланін

C: Цистеїн

D: Аспарагінова кислота

E: Глутамінова кислота

F: Фенілаланін

G: Гліцин

H: Гістидин

K: Лізин

L: Лейцин

M: Метіонін

N: Аспарагін

P: Пролін

Q: Глутамін

R: Аргінін

S: Серин

T: Треонін

V: Валін

Секретований назовні.